# Theodor Granstedt
Ernst Theodor Granstedt (né le 28 octobre 1842 à Helsinki – mort le 17 octobre 1927 à Helsinki) est un architecte finlandais.

## Biographie
Il est le fils de Anders Fredrik Granstedt et le petit fils de  Pehr Granstedt.
En 1867 Granstedt obtient son diplôme d'architecte de l'école polytechnique d'Helsinki. Puis il étudie dans des écoles d'art à Saint-Pétersbourg et à Paris.

## Ouvrages principaux
- 1877, Deuxième église de Kokkola, Kokkola  (Détruite par un incendie en 1958)[2],
- 1878, Église de Viitasaari, Viitasaari,
- 1878, Église d'Ylimarku (fi), Ylimarkku,
- 1888, Bulevardi 6, Helsinki[3],
- 1889, Église de Sumiainen, Sumiainen,
- 1892,  Église de Keuruu, Keuruu[4],
- 1894, Bulevardi 10, Helsinki[3],
- 1898, Ancienne école des sourds, Ensi linja 1, Helsinki,
- 1899, Ancienne école des sourds, Porvoo, Lukiokatu 5–7,
- 1902, École de Tervaväylä (école des sourds), Lossikuja 6, Oulu[5],
- 1907, Gymnase du Lycée de Oulu , Kajaaninkatu 3, Oulu[5].

## Galerie

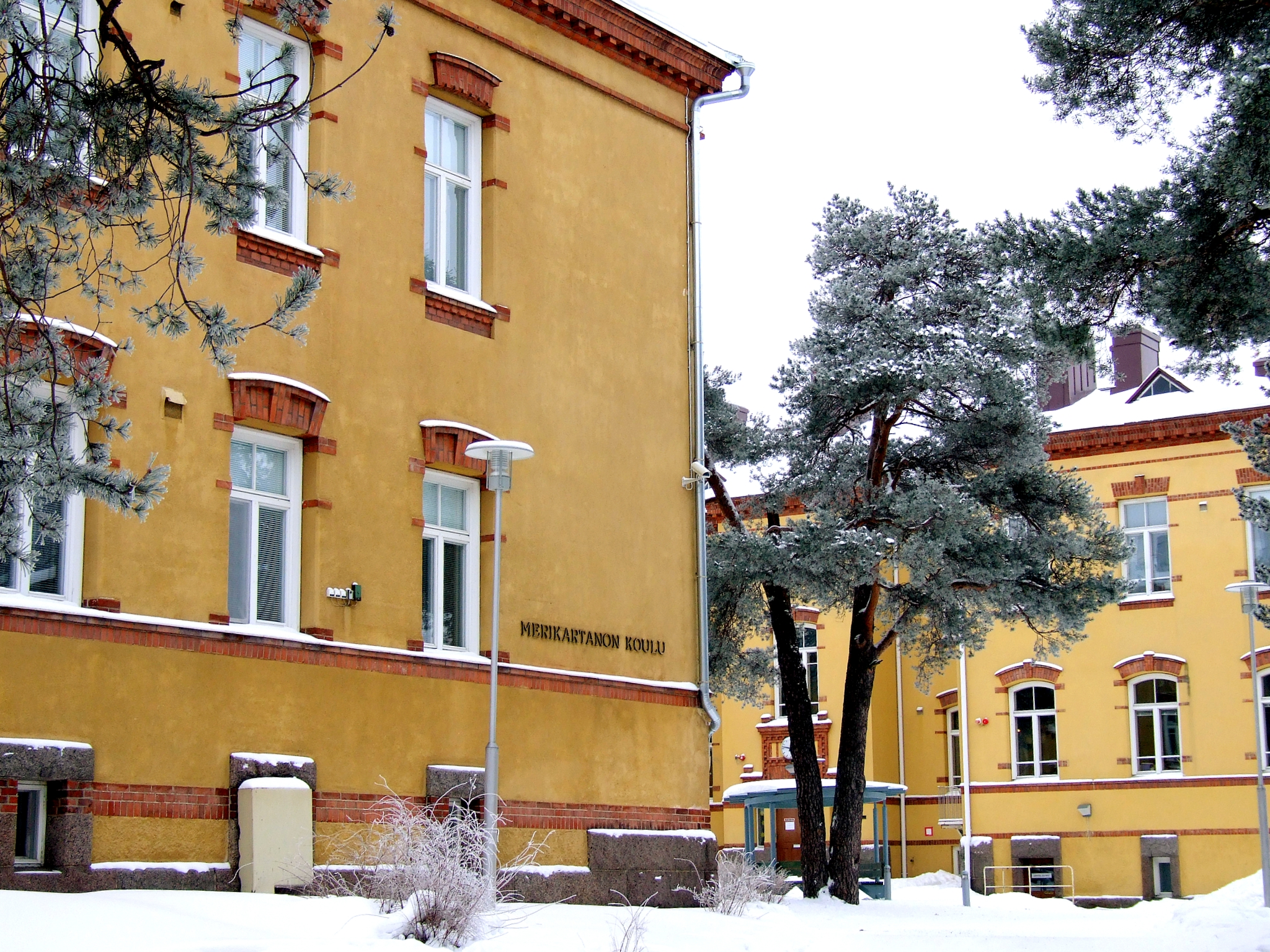
École de Tervaväylä, Oulu.
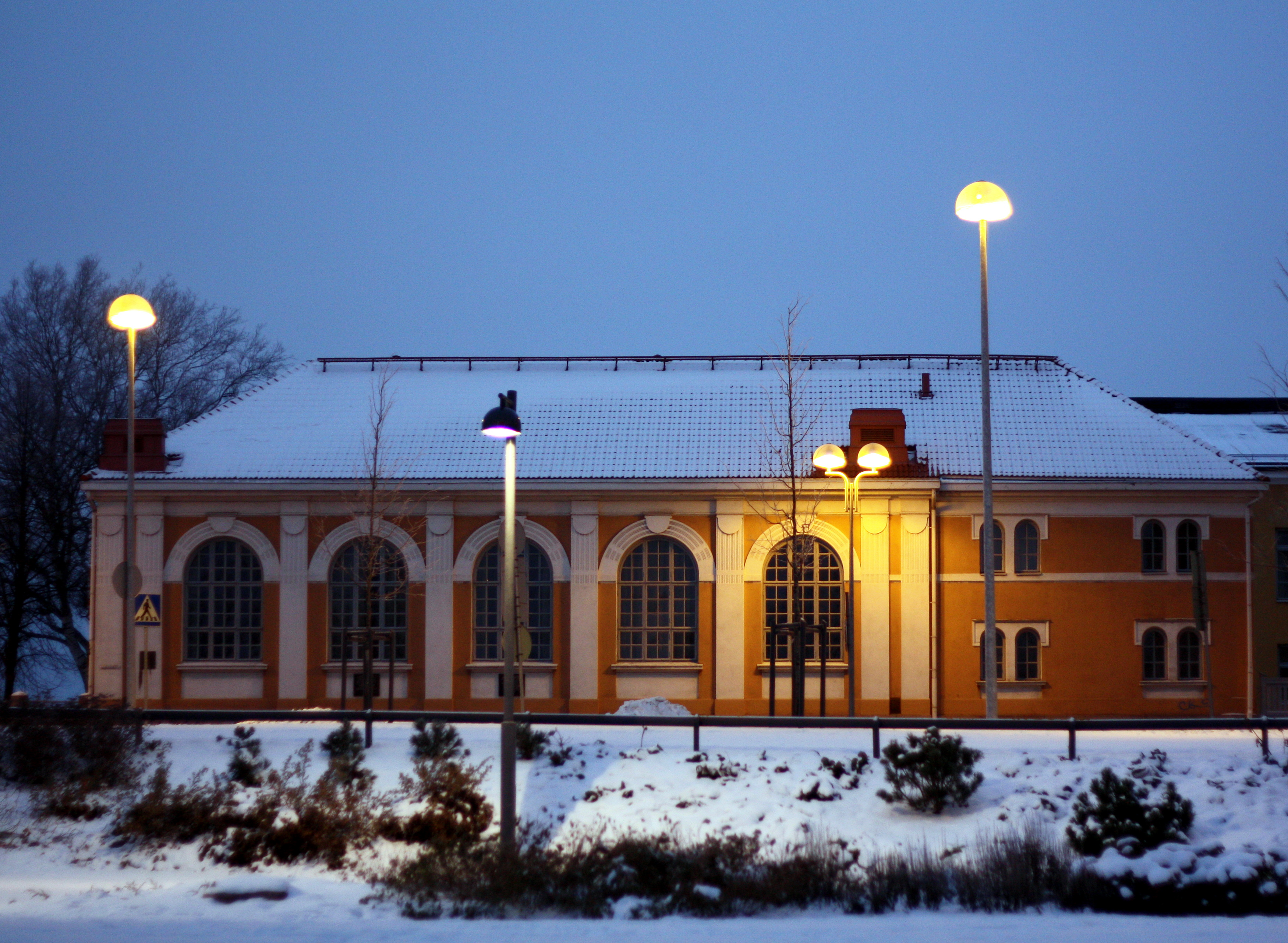
Lycée d'Oulu.
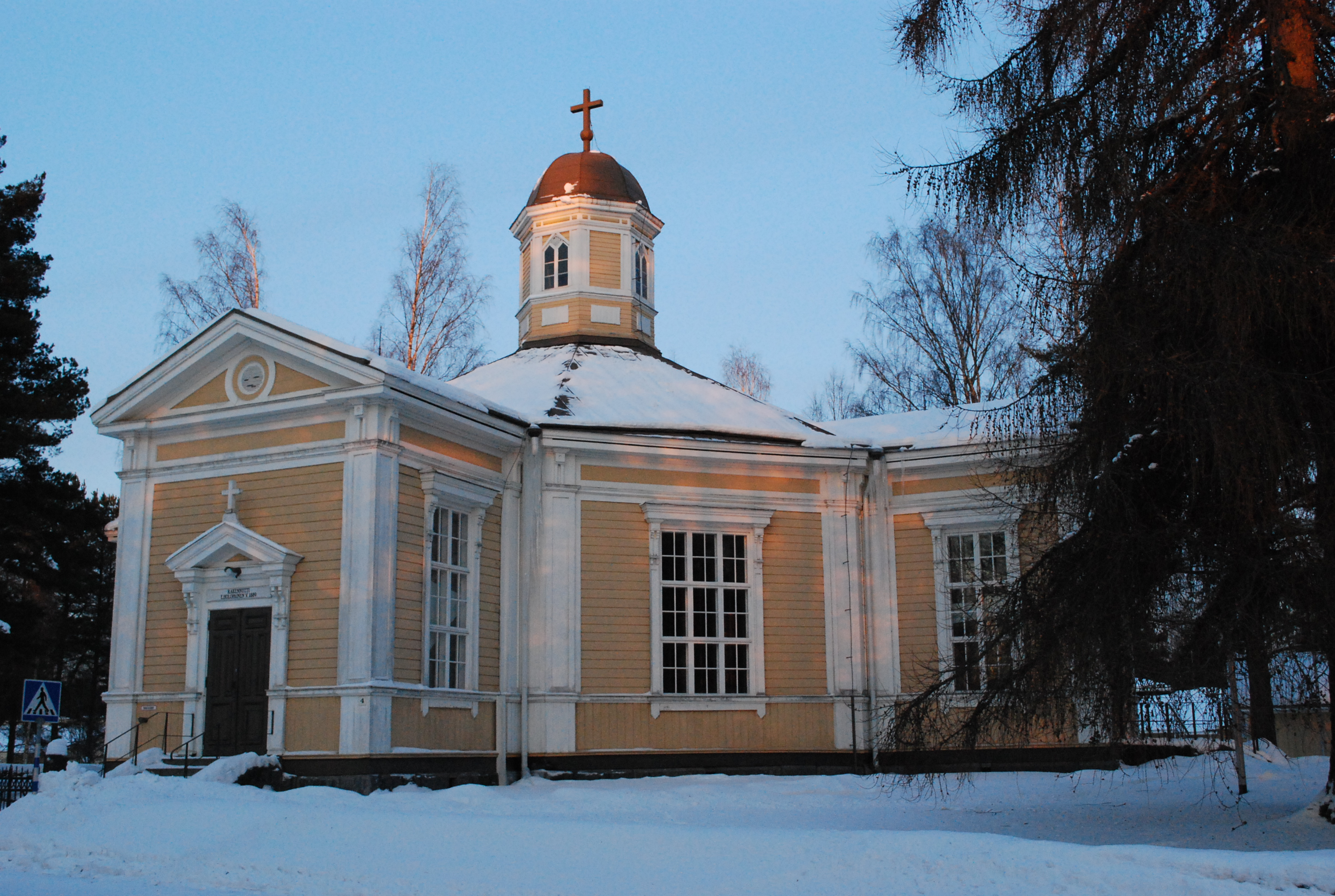
Église de Sumiainen.
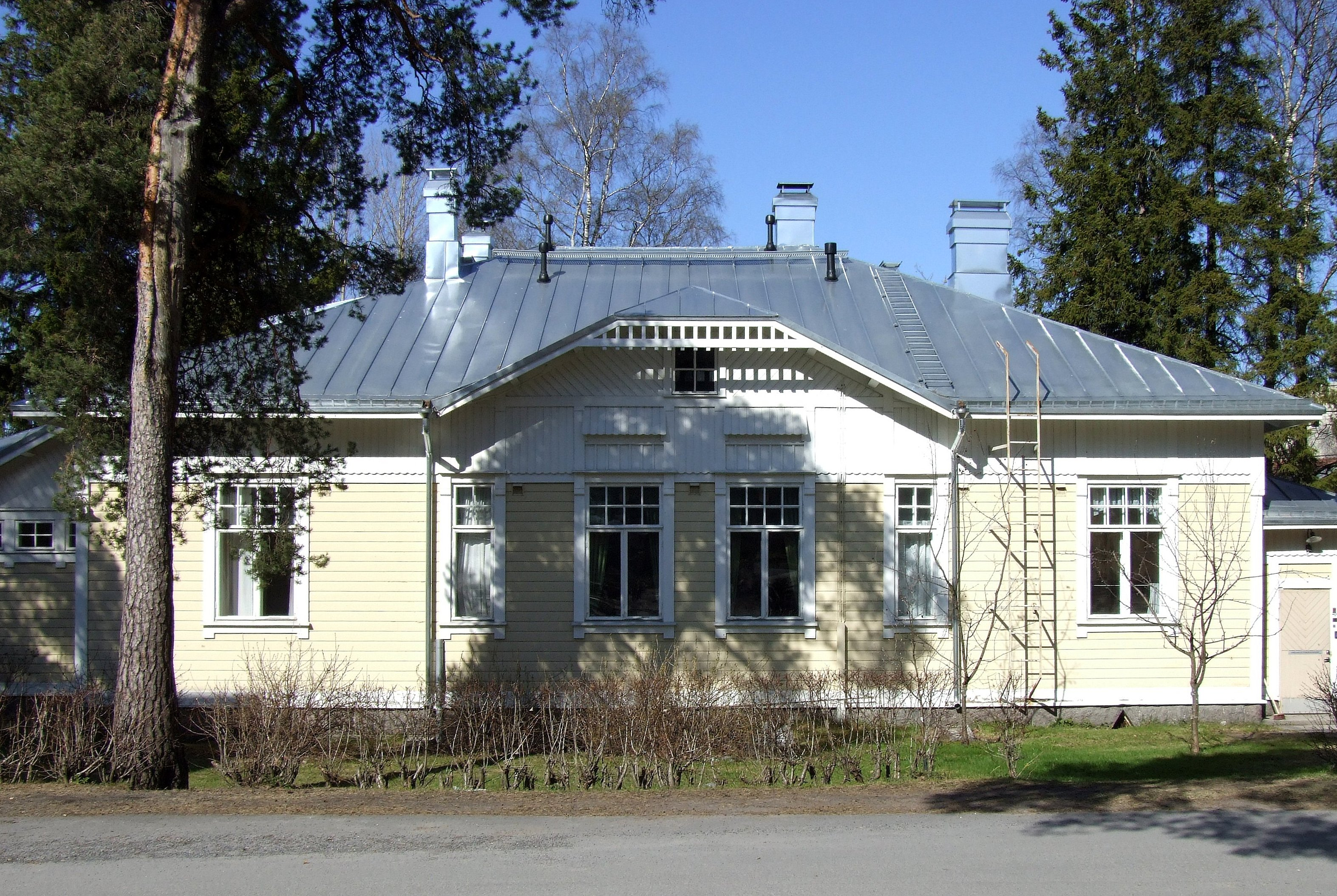
Logement du recteur de l'école de  Merikartano, Oulu.
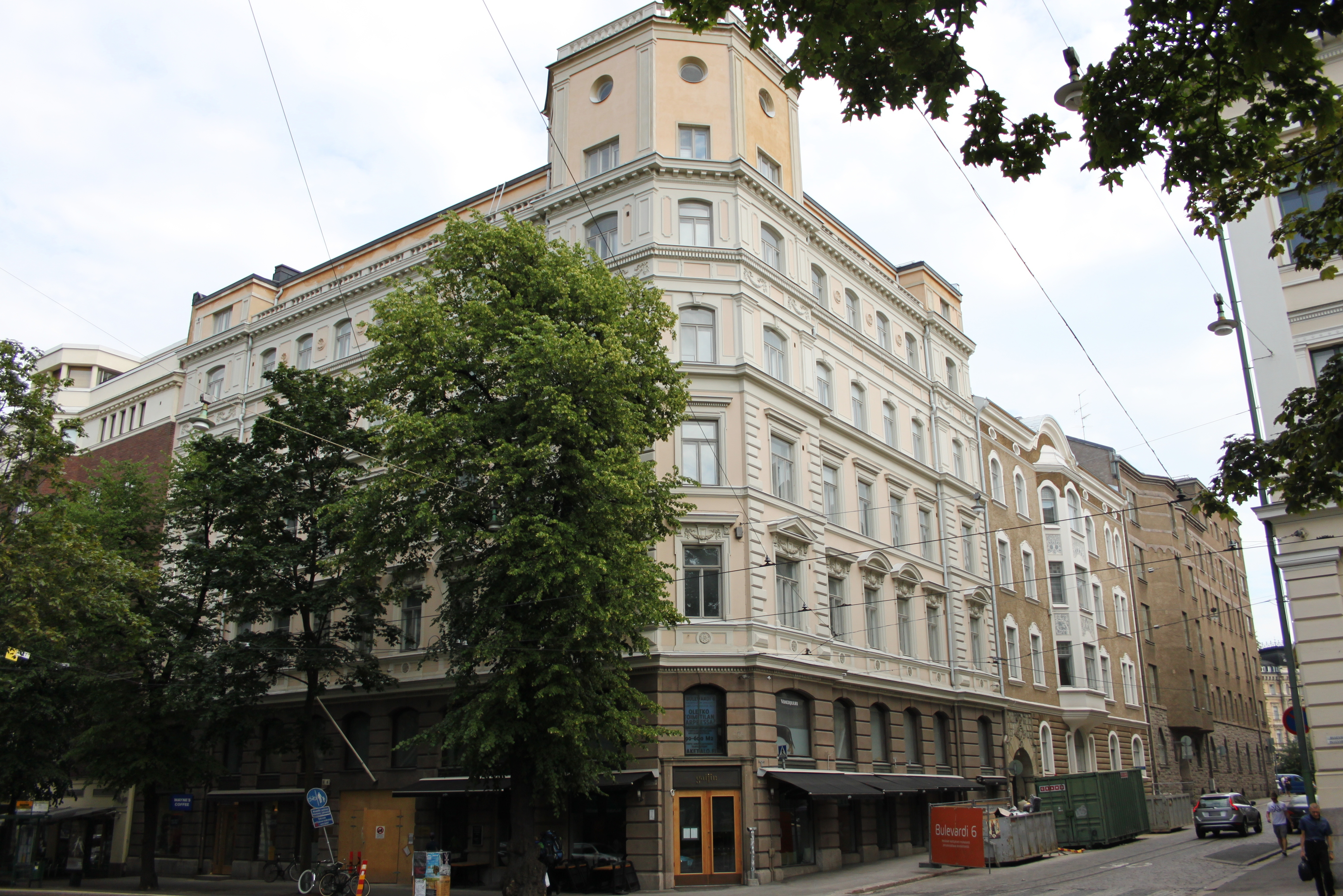
Immeuble du coin de 6, Bulevardi, -  7, Yrjönkatu, Helsinki.